# Балінген
Балінген (нім. Bahlingen) — громада в Німеччині, знаходиться в землі Баден-Вюртемберг. Підпорядковується адміністративному округу Фрайбург. Входить до складу району Еммендінген.
Площа — 12,66 км2. Населення становить 4329 ос. (станом на 31 грудня 2020).